# آدم فرانكلين
آدم فرانكلين (بالإنجليزية: Adam Franklin)‏ هو عازف قيثارة ومغن مؤلف بريطاني، ولد في 19 يوليو 1968 في إسكس في المملكة المتحدة.

## وصلات خارجية
- آدم فرانكلين على موقع ميوزك برينز (الإنجليزية)
- آدم فرانكلين على موقع أول ميوزيك (الإنجليزية)
- آدم فرانكلين على موقع ديسكوغز (الإنجليزية)